# Архангел Михаил
Арха́нгел Михаи́л, Архистрати́г Михаи́л (др.-евр. מיכאל‬, ивр. מִיכָאֵל‎ [mixåˈʔel], Михаэ́ль — «Кто как Бог?»; др.-греч. Ἀρχάγγελος Μιχαήλ) — ангел, упоминаемый по имени в ряде библейских книг (Иуд. 1:9, Откр. 12:7 и др.). Архангел Михаил — главный архангел, являющийся одним из самых почитаемых архангелов в авраамических религиях. В православии его называют Архистратигом, что означает «глава святого воинства Ангелов и Архангелов» (см. Почитание в христианстве).
Празднование в Русской Православной церкви — 6 (19) сентября, 8 (21) ноября, в Коптской православной церкви — каждое 12-е число месяца, в Католической церкви — 8 мая.

## Этимология и интерпретация имени
Выражение «Архангел Михаил» состоит из пяти слов: «арх ангел ми ка эл», где «ангел», греческий перевод др.-евр. מלאך‬ «малах», означает «посланник», а с добавлением к слову «ангел» приставки «арх» — «старший посланник».
«Ми ка эл» (др.-евр. מיכאל‬) буквально означает вопросительное «Кто как Бог?» в значении «никто не равен Богу».
Однако допустим и вариант «который, как эл». «Эл», или «Эль» (см. Элохим), в русских переводах традиционно означает «Бог», тем не менее, это слово вовсе не однозначно, и его значение исторически претерпело много изменений. Тем самым, выражение «Архангел Михаил» может означать: «Старший посланник, наделённый полномочиями Эля», или «Старший полномочный посланник Эля».

## Канонические тексты

### Ветхий Завет
Как правило, в Ветхом Завете имена ангелов не фигурируют, однако имя ангела Михаила упомянуто несколько раз в конце Книги пророка Даниила:
- «Но князь царства Персидского стоял против меня двадцать один день; но вот, Михаил, один из первых князей, пришёл помочь мне, и я остался там при царях Персидских» (Дан. 10:13).
- «Впрочем, я возвещу тебе, что начертано в истинном писании; и нет никого, кто поддерживал бы меня в том, кроме Михаила, князя вашего» (Дан. 10:21).
- А также в пророчестве о Страшном Суде и роли в нём архангела Михаила:

И восстанет в то время Михаил, князь великий, стоящий за сынов народа твоего; и наступит время тяжкое, какого не бывало с тех пор, как существуют люди, до сего времени; но спасутся в это время из народа твоего все, которые найдены будут записанными в книге.
— Дан. 12:1
Христианская традиция также отождествляет с действиями архангела Михаила следующие упоминания ангелов, не названных по имени:
- явление Валааму: «и стал Ангел Господень на дороге, чтобы воспрепятствовать ему» (Чис. 22:22);
- явление Иисусу Навину: «и вот стоит пред ним человек, и в руке его обнажённый меч» и далее он называется Вождь воинства Господня (Нав. 5:13-15);
- уничтожение 185 тысяч воинов ассирийского царя Синаххериба (4Цар. 19:35);
- спасение трёх отроков в пещи огненной: «благословен Бог Седраха, Мисаха и Авденаго, Который послал Ангела Своего и избавил рабов Своих» (Дан. 3:95).

- Рембрандт. Валаам и ослица. 1626. Дерево, масло. Музей Коньяк-Жэ, Париж
- Явление архангела Михаила Иисусу Навину. Миниатюра Менология Василия II. XI в. Пергамент. Ватиканская библиотека
- П. П. Рубенс. Гибель армии Синаххериба. 1614. Дерево, масло. Баварские государственные собрания картин
- Торос Рослин. Архангел Михаил и три отрока в пещи огненной. Миниатюра. Пергамент. Матенадаран, Ереван

### Новый Завет
В Новом завете упомянут дважды.
В Соборном послании св. апостола Иуды рассказывается: «Михаил Архангел, когда говорил с диаволом, споря о Моисеевом теле, не смел произнести укоризненного суда, но сказал: „да запретит тебе Господь“» (Иуд. 1:9). Это единственное место в канонических текстах, где Михаил назван архангелом. Апостол заимствует свой рассказ из апокрифического «Сказания о споре Архангела Михаила с диаволом о теле Моисея», в котором сообщается, что дьявол пытался доказать свою власть над телом Моисея за убийство им египтянина. По свидетельству Климента Александрийского, Оригена и Афанасия Великого это сказание содержалось в христианском апокрифе «Восхождение или Вознесение Моисея». Однако данная история известна и из иудейского апокрифа «Успение Моисея».
В 12-й главе Откровения Иоанна Богослова повествуется о небесной битве архангела Михаила и его ангелов с семиглавым и десятирогим драконом, преследовавшем Жену, облечённую в солнце, и её младенца:

И произошла на небе война: Михаил и Ангелы его воевали против дракона, и дракон и ангелы его воевали [против них], но не устояли, и не нашлось уже для них места на небе. И низвержен был великий дракон, древний змий, называемый диаволом и сатаною, обольщающий всю вселенную, низвержен на землю, и ангелы его низвержены с ним
— Откр. 12:7—9

#### Христианская эсхатология
Это указание на роль Михаила в битве добра и зла повлияло на многие эсхатологические христианские труды. Религиозная традиция стала приписывать Михаилу не только победу над сатаной, но и роль судьи на Страшном суде, на который он призовёт души трубным гласом (см. ниже раздел Христианские апокрифы).
Тема архангела Михаила, взвешивающего на Страшном суде души грешников, стала традиционным мотивом иконографии Страшного суда, а сам Михаил приобрёл роль покровителя умерших. Это представление о Михаиле нашло своё отражение и в его гимнографии: «Святой Архангел Михаил, защити нас в борьбе, не дай нам погибнуть на страшном суде».
В коптской гомилии об архангеле Михаиле (X век) приводится подробный рассказ о том, как Михаил будет принимать участие в Страшном суде: он призовёт трубным гласом мёртвых из могил, будет плакать о судьбе грешников и Иисус Христос по его молитвам простит их.

## Апокрифические сказания

### Книга Еноха
В ветхозаветном апокрифе Книга Еноха Енох, сын Иареда, был вознесён к престолу Бога:

…сказал Господь слугам своим, вглядываясь в них: «Пусть приблизится Енох, чтобы стоять пред ликом Моим вовеки». И поклонились ангелы Господни и молвили: «Пусть приблизится он по слову Твоему». И сказал Господь Михаилу: «Приступи и совлеки с Еноха земные ризы, и помажь его благим мирром Моим, и облачи его в ризы славы Моей». И Михаил сделал так, как повелел ему Господь: помазал меня и облачил.

### Еврейские апокрифы
В одном из кумранских свитков «Война сынов света против сынов тьмы» Михаил описывается как предводитель света, ведущий Божьи силы против темноты зла, возглавляемой Велиалом.

### Христианские апокрифы
Образ архангела Михаила присутствует во многих христианских апокрифах:
- «Евангелие от Никодима» (IV век) сообщает, что Михаилу Иисус Христос после сошествия в ад вверил души томившихся в нём праведников, чтобы отвести их в рай[13].
- «Откровение Павла» (конец IV века) приписывает Михаилу совершение ритуального омовения душ покаявшихся умерших перед тем, как они входят в Небесный Иерусалим:

И сказал я архангелу: «Что сиё, господин мой?» И говорит он мне: «Сиё есть Ахеронтово озеро, внутри же его — град Божий. Не всем дозволено войти в этот град, разве только покаявшись в грехах своих. Когда же человек покаялся и преставился от жизни, предаётся он Михаилу, и бросают его в Ахеронтово озеро, и уж затем приносит его оно ко граду Божию в соседство к праведникам».

- «Хождение Богородицы по мукам» (X век) представляет Михаила как проводника Девы Марии по аду, который показывает и объясняет ей причины мучений грешников. В начале апокрифа приводятся хайретизмы по подобию акафиста, в которых Богородица так обращается к Михаилу:

Радуйся, архистратиг Михаил, слуга незримого Отца, радуйся, архистратиг Михаил, собеседник Сына Моего, радуйся, архистратиг Михаил, слава шестикрылых, радуйся, архистратиг Михаил, правящий всеми и у престола Господа стоящий по достоинству, радуйся, архистратиг Михаил, имеющий вострубить и пробудить от века почивших, радуйся, архистратиг Михаил, первый из всех вплоть до престола Божия.

- «Апокрифическое Откровение Иоанна Богослова» рассказывает, что архангелы Михаил и Гавриил по указанию Бога вострубят в рога бараньи и «от гласа трубы той сотрясётся вся земля, как предрекал пророк: И от гласа воробьиного восстанет всякая трава, — то есть от гласа архангела восстанет всякое естество человеческое»[16]. Таким образом архангелы призовут людей на Страшный суд.

## В еврейской традиции
Согласно еврейской традиции, Михаэль — один из четырёх ангелов (Михаэль, Гавриэль, Уриэль и Рафаэль), стоящих перед престолом Господа и охраняющих четыре стороны света. Среди семи ангелов еврейской мифологии лишь двое названы в Ветхом Завете: Михаэль и Гавриэль. Рафаил упоминается по имени в Книге Товита, которая отсутствует в Еврейской Библии (Танахе), но присутствует в Септуагинте и в синодальном переводе Библии в качестве неканонической книги.
В еврейской литературе эпохи Второго храма для Михаэля характерна роль проводника душ-психопомпа, он принимает души праведников и сопровождает их на небеса.

## В исламе
В Коране архангел именуется «Микаилом», имеет изумрудно-зелёные крылья. Он находится на седьмом небе, на границе моря, переполненного бесчисленным количеством ангелов (недоступная ссылка).
Микаил — один из четырёх ангелов высшей категории (Мукаррабун) в исламе. Он упоминается как ангел, который раздаёт творениям Аллаха пропитание. Также известен как Ангел милосердия. Кроме пророческих миссий, которые он выполняет как макрибун, управляет ветрами и облаками.

## Почитание в христианстве
По церковному преданию, Бог в начале времён сотворил огромное количество ангелов и установил между ними иерархию, при которой нижние чины подчиняются высшим. Во главе всех ангелов стоял Денница — самый сильный, умный, красивый и приближённый к Богу ангел. Но Денница возгордился своим высоким положением, перестал выполнять Божьи повеления и всех остальных ангелов, подчинённых ему, стал подстрекать к бунту против Бога. И тогда один из ангелов проявил верность Богу, и громко возгласив: «Кто как Бог?» или «Кто равен Богу?» (по-еврейски «Ми ка Эль?», по-русски звучит как «Михаил»), во главе сохранившего верность Богу большинства ангелов, вступил в сражение и низверг Денницу (который стал называться дьяволом и сатаной) с другими падшими духами — бесами или демонами с Неба. С тех пор святое (верное Богу) ангельское воинство возглавляют два архистратига: архангел Михаил и архангел Гавриил. При этом нужно заметить, что несколько позже, Пресвятая Богородица стала «Честнейшей всех херувимов и Славнейшей без сравнения всех серафимов».
В православии архангел Михаил именуется архистратиг (греч. αρχιστρατηγός — главнокомандующий) и выступает главой святого воинства ангелов, стоящих на страже Божьего закона, этот образ присутствует уже начиная с апостольских времён (см. упоминание о споре Михаила о теле Моисеевом — Иуд. 1:9). Следуя этой традиции, в Великих четьях-минеях митрополит Макарий пишет: «Бог поставил как некое всесильное оружие и сохранение Михаила архистратига против силы дьявола». В этом образе Михаил почитается как покровитель и соратник «воинствующей Церкви», то есть всех верных Богу, выступающих против сил зла.
Михаил, исходя из приписываемой ему роли на Страшном суде, стал почитаться как защитник душ умерших. Ему были вверены Богом души Авраама и Богородицы при перенесении их на небо.
К архангелу Михаилу также обращаются с молитвами об исцелении. Это связано с указанным выше почитанием Михаила Архангела как победителя злых духов, которые в христианстве считались источником болезней. Во многих местах Малой Азии существуют целебные источники, посвящённые святому Михаилу (о наиболее известном источнике в Хонех смотрите раздел Чудеса архангела Михаила). В Константинополе святой Михаил также почитался как великий небесный исцелитель, и его главная святыня — Михалион — находился примерно в 80 км от столицы Византийской империи (в этом месте он по преданию явился императору Константину).
Коптские христиане посвятили святому Михаилу главную реку Египта — Нил. Копты приняли византийскую традицию празднования в честь архангела Михаила, но перенесли его дату на 12 ноября. Также 12-го числа каждого месяца в Коптской церкви совершается специальная служба в воспоминание святого Михаила, а 12 июня, когда Нил выходит из берегов, был установлен праздник в честь святого Михаила и в благодарность за разлив реки.

### Страж рая
В христианстве принято считать, что вооружённым мечом херувимом у врат рая был архангел Михаил (Быт. 3:23—24). В частности, этот сюжет включается в его житийных клеймах в православных иконах. На ряде икон нимб архангела Михаила состоит из растительного орнамента, что символично указывает на то, что он небесный страж, стоящий у врат рая. Об этом свидетельствует и средневековый сборник чудес архангела Михаила «Пандолеонта диакона и хартофилака великиа церкве сказание чудес превеликого и преславного Михаила, Архистратига»:

«И такового и божественного Архистратига Михаила…постави оттоле нам избранным христианам великого предстателя и Спаса».

Исток этой традиции не очень ясен. В апокрифическом «Евангелии от Никодима» Михаил упоминается как тот, кто явился у врат рая Сифу, но не пишется, что он страж райских врат. Про явление Михаила Сифу также есть в «Золотой легенде».

### Чудеса и явления архангела Михаила
- Чудо архангела Михаила в Хонех:

Во Фригии, в городе Колоссы, недалеко от города Иераполя, был храм, посвящённый архангелу Михаилу, построенный одним из жителей города в благодарность за исцеление его дочери водами целебного источника, располагавшегося на том месте. В этом храме в течение 60 лет служил пономарем Архипп Херотопский, прославившийся своей добродетельной христианской жизнью. Язычники, питая злобу к Архиппу, решили уничтожить храм и одновременно убить Архиппа. Для этого они соединили в один поток две горные реки и направили его на храм. Архипп начал молиться архангелу Михаилу о предотвращении бедствия, и тогда около храма появился святой Михаил и, ударив жезлом по горе, открыл в ней широкую расселину, куда устремились воды потока, и храм остался неприкосновенным. Город, где совершилось это чудо, стал называться Хоны (расселина, отверстие).
- Чума в Риме:

В 590 году в Риме свирепствовала чума. Папа Григорий Великий, проводя торжественное шествие с молебном об избавлении города от эпидемии, увидел на вершине мавзолея Адриана архангела Михаила, вкладывающего свой меч в ножны. После этого начался спад эпидемии. В память об этом событии на вершине мавзолея была установлена скульптура архангела Михаила, а сам мавзолей с X века стал называться замком Святого Ангела.
- Спасение Сипонта:

При осаде в 630 году итальянского города Сипонта лангобардами архангел Михаил явился в видении епископу этого города и ободрил устрашенных жителей, пообещав им своею помощью победить и изгнать врагов. Предание гласит, что лангобарды услышали сильный гром и увидели облако, сходящее на гору Гарган с огнём, дымом и молниями. Это устрашило их и обратило в бегство. Узнав о явлении архангела Михаила, они отказались от арианской ереси.
- Спасение отрока близ Афонской горы:

Согласно преданию, архангел Михаил спас рядом с Афоном одного отрока, которого злоумышленники хотели утопить, чтобы получить найденную им богатую сокровищницу. В память об этом чуде на Афоне Дохиаром, царедворцем болгарским, был построен храм в честь архангела Михаила, а найденное отроком золото пошло на его украшение.
- Спасение наследника:

Чудо описано в коптской гомилии X века. Богач узнав, что сын его соседки-вдовы должен получить крупное наследство, задумывает убить его. Он оставляет его одного в лесу, бросает в море, но отрок благодаря заступничеству архангела Михаила остаётся невредим. Тогда богач отправляет его к своей жене с письмом, в котором просит её погубить отрока, но Михаил заменяет письмо на требование немедленно выдать за него дочь богача. Сам богач в конце повествования погибает от собственного меча, который пронзает его, когда он садился на коня.
- Спасение Новгорода:

Чудо о спасении в 1239 году Новгорода от нашествия войск хана Батыя описано в Волоколамском патерике (первая половина XVI века). Патерик повествует, что Бог и Богородица защитили город явлением архистратига Михаила, запретившего Батыю идти на Новгород. Когда же Батый в Киеве увидел фреску с изображением Михаила, то сказал: «Сей ми възбрани поити на Великий Новъгородъ».
- Архангел и Жанна д’Арк

Архангел Михаил, наряду с Екатериной Александрийской и Маргаритой Антиохийской был тем, кто являлся Жанне д’Арк и помогал ей (знаменитые голоса). Именно святой Михаил поручил Жанне осуществить её миссию — короновать Карла VII в Реймсе. При освобождении Орлеана от англичан святой Михаил в окружении всего сонма ангелов, сияя, появился в мерцающем орлеанском небе и сражался на стороне французов.
- Явление архангела Михаила великомученице Екатерине. Фреска Екатерининского храма Екатерининской пустыни, г. ВидноеЧудо о Флоре и Лавре:

По преданию православной церкви, явившийся на Балканах, архангел Михаил обучил мучеников Флора и Лавра искусству управлять лошадьми. Предание оказало влияние на иконографию этих святых — они изображаются с конями, поводья которых держит в руках архангел Михаил.

### Празднование

#### Православная церковь
Празднование 21 ноября (8 ноября по старому стилю) Собора Архистратига Михаила и прочих Небесных сил бесплотных установлено в начале IV века на поместном Лаодикийском соборе, бывшем за несколько лет до Первого Вселенского Собора и осудившем еретическое поклонение ангелам как творцам и правителям мира.
Отдельно совершается празднование 19 сентября (6 сентября по старому стилю) в воспоминание чуда архангела Михаила в Хонах (Колоссах).

#### Католическая церковь
В католической церкви праздник святого Михаила отмечается 29 сентября. В Средние века он считался обязательным, но с XVIII века утратил статус торжества. В католической церкви существует ещё ряд праздников, связанных с архангелом Михаилом:
- В честь явления архангела Михаила 8 мая 494 года на Монте-Гаргано;
- В честь его заступничества в войне против лангобардов 8 мая 663 года (см. раздел Чудеса архангела Михаила). Праздник в честь этой победы распространился на всю католическую церковь и получил название «Явление святого Михаила».

Папа Лев XIII распорядился читать после каждой читаной мессы (missa lecta) ряд молитв, в том числе молитву архангелу Михаилу. В современном ординарном чине мессы чтение этих молитв не предусмотрено.
Особо почитается как место паломничества раннесредневековый монастырь-крепость святого Михаила на высоком острове у берегов Нормандии (Мон-Сен-Мишель) и пещерная церковь на полуострове Монте Гаргано (область Апулия в Италии).

## Коптская церковь
Память Архангела Михаила отмечается 12-го числа каждого месяца.